# Resolució 512 del Consell de Seguretat de les Nacions Unides
La Resolució 512 del Consell de Seguretat de les Nacions Unides, fou aprovada per unanimitat el 19 de juny de 1982, després de recordar les resolucions 508 (1982) i 509 (1982) i reafirmant les Convencions de Ginebra, el Consell va recordar a totes les parts implicades en el conflicte del Líban que respectessin els drets de la població civil, permetent la distribució gratuïta de les ajudes dels organismes de les Nacions Unides i el Comitè Internacional de la Creu Roja.
La resolució també va demanar als Estats membres que prestessin assistència al país, així com recordar als Estats membres les responsabilitats humanitàries dels organismes pertinents de l'ONU. Finalment, el Consell va demanar l'assistència del Secretari General amb la situació i informar sobre els esdeveniments relatius a l'aplicació de la resolució.